# Le Pas-Saint-l'Homer
 Le Pas-Saint-l'Homer  es una población y comuna francesa, situada en la región de Baja Normandía, departamento de Orne, en el distrito de Mortagne-au-Perche y cantón de Longny-au-Perche.

## Demografía
| 155 | 167 | 165 | 140 | 144 | 104 |
| Para los censos de 1962 a 1999 la población legal corresponde a la población sin duplicidades (Fuente: INSEE [Consultar]) |     |     |     |     |     |